# 泰勒鎮區 (伊利諾伊州奧格爾縣)
泰勒鎮區（英語：Taylor Township）是位於美國伊利諾伊州奧格爾縣的一個行政鎮區。

## 地方資料
根據2010年美國人口普查的數據，泰勒鎮區的面積為40.40平方千米，當中陸地面積為39.50平方千米，而水域面積為0.90平方千米。當地共有人口3026人，而人口密度為每平方千米74.9人。